# Rashi
Rashi es el acrónimo de Rabí Shlomo Yitzjaki (en hebreo: רבי שלמה יצחקי), también llamado Rabí Shlomo Yarji (en hebreo: רבי שלמה ירחי) . Fue un sabio judío-francés, que nació y murió en Troyes, Francia (1040-1105). Rashi está considerado como el más excelso comentarista de la Biblia y del Talmud, y como uno de los más grandes eruditos y legisladores en materia de Halajá (Ley judía) así como un experto en lengua hebrea.
Aclamado por su capacidad para presentar el significado básico del texto de forma concisa y lúcida, los comentarios de Rashi atraen tanto a eruditos como a estudiantes principiantes, y sus obras siguen siendo una pieza central del estudio de la Torá contemporáneo. Una gran parte de la literatura rabínica publicada desde la Edad Media trata sobre Rashi, ya sea utilizando su punto de vista como prueba de apoyo o debatiendo en su contra. Su comentario sobre el Talmud, que abarca casi todo el Talmud de Babilonia, se ha incluido en todas las ediciones del Talmud desde su primera impresión por Daniel Bomberg en la década de 1520. Sus comentarios sobre la Tanaj —especialmente su comentario sobre el Chumash (los Cinco libros de Moisés)— sirven de base a más de 300 «supercomentarios» que analizan la elección de lenguaje y las citas de Rashi, escritos por algunos de los más grandes nombres de la literatura rabínica. 

## Vida
Rashi contrajo matrimonio a muy temprana edad y viajó a Worms y Maguncia en donde permaneció ocho años en importantes centros de enseñanza judía en Alemania. Su conocimiento de las fuentes religiosas en hebreo y arameo se vio enriquecido gracias a su acceso a documentos escritos en francés y alemán. A los 25 años regresó a Troyes en donde comenzó su carrera como maestro y escritor. Poco después organizó su propia escuela en la que cientos de estudiantes recibieron los beneficios de su vasta erudición y de su particular método interpretativo.
Sus últimos años de vida se vieron afectados por las masacres cometidas contra familiares y amigos en la primera Cruzada (1095-96). Durante este período transfirió su Bet Hamidrash (casa de estudio) a Worms. Sus descendientes, herederos de esta cultura, fundaron la escuela de comentaristas conocida como Tosafot, cuyo nombre deriva de la raíz hebrea que significa «agregar».

## Obra y legado
Rashi realizó comentarios sobre la Torá y el Talmud a través de un meticuloso análisis del lenguaje de los textos. Filologista y lingüista, derivó sus principios gramáticos de la literatura rabínica y de los trabajos en hebreo de escritores sefardíes. Utilizó un lenguaje conciso y directo y en ocasiones dio explicación a un problema con una sola palabra.
La sabiduría secular y religiosa contenida en sus escritos influyó en la vida de un sinnúmero de judíos. De hecho, a partir de 1475 cuando es publicado su primer comentario, la mayoría de los textos bíblicos y talmúdicos editados incluyeron sus aportes, enriqueciendo la imaginación y nutriendo el espíritu de las generaciones posteriores.
Para simplificar sus comentarios Rashi explicó el significado literal de las palabras con términos sencillos y aclaró el contenido del versículo al que se refería. El uso del idioma vernáculo fue otra de sus características. Cuando dudaba si un término en hebreo o arameo sería comprendido lo traducía al francés o utilizaba dibujos e ilustraciones gráficas. Cuando no tenía la certeza del significado de un texto citaba a alguna autoridad rabínica.
Rashi es considerado un guía para el pueblo judío y sus aportes han beneficiado a muchas generaciones de estudiantes y han fomentado nuevas áreas de estudio e investigación hasta nuestros días.
En el comentario de tosafot es llamado cuando lo citan a Rashi como «Kuntras» que significa compilación, lo apodaron así porque él acostumbraba a responder en pequeñas notas sin identificarse, toda pregunta que surgía en el estudio y no encontraban solución, al día siguiente encontraban aquella nota en la mesa de estudios.
Rashi es uno de los escasos eruditos judíos medievales que dejaron su huella en el mundo cristiano al influir, a través de Nicolás de Lira, la traducción de la Biblia por Lutero. La Biblia luterana integra en particular un comentario de Nicolás de Lira que atribuye a "los judíos" (es decir, de hecho a Rashi que había sido el primero en sostener la tesis), la idea de que el fin del Deuteronomio no puede ser obra de Moisés, puesto que narra su propia muerte, sino solo de Josué.

### Comentario sobre el Tanakh

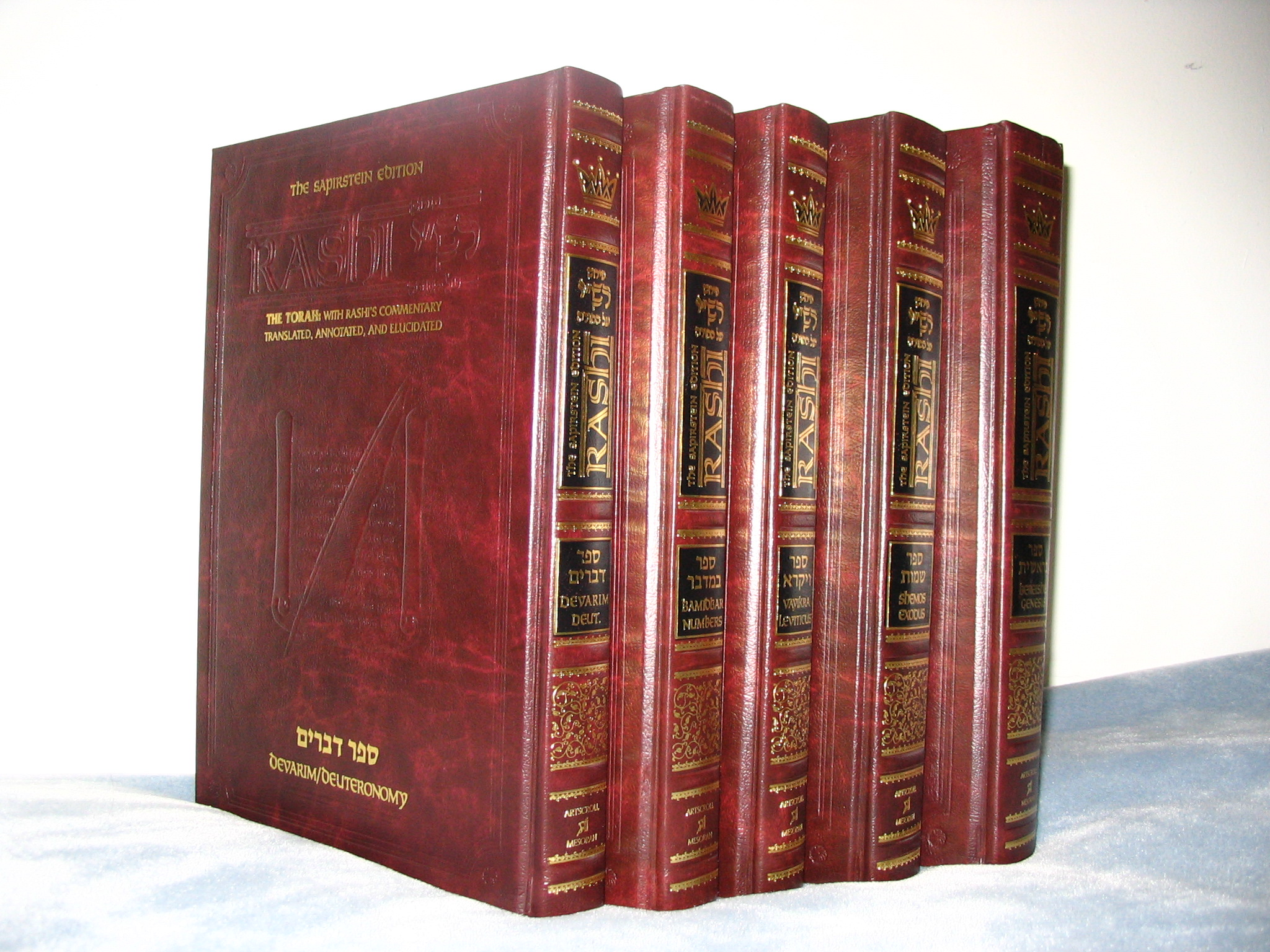
Una traducción moderna del comentario de Rashi sobre el Chumash, publicado por el editorial Artscroll

El comentario de Rashi sobre el Tanakh — y especialmente su comentario sobre el Chumash - es una guía esencial para estudios de la Biblia en cualquier nivel. Basándose en la extensión de las literaturas midráshica, talmúdica y agadáica (incluyendo literatura que ya no existe), así como su conocimiento de la gramática hebrea y el halajá, Rashi aclara el significado "simple" del texto para que hasta un niño brillante de cinco años pueda entenderlo. A la vez, su comentario forma la base de algunos de los análisis legales más profundos, y de los discursos místicos que le siguieron. Los estudiosos debaten sobre la razón por la cual Rashi elegía un Midrash en particular para ilustrar un punto, o por qué usaba ciertas palabras y frases y no otras. El rabino Schneur Zalman de Liadí escribió que "el comentario de Rashi sobre la Torá es el 'vino de la Torá'. Abre el corazón y descubre el amor y el miedo esenciales de uno hacia Dios".
Los estudiosos creen que el comentario de Rashi sobre la Torá surgió de las conferencias que dio a sus estudiantes en su yeshivá, y evolucionó con las preguntas y respuestas que plantearon sobre ello. Rashi completó este comentario solo en los últimos años de su vida. Inmediatamente fue aceptado como acreditado por todas las comunidades judías, tanto  Asquenazí como  Sefardí.
El primer libro fechado impreso en hebreo fue el comentario de Rashi sobre el Chumash, impreso por Abraham ben Garton en Regio de Calabria, Italia, el 18 de febrero de 1475. (Esta versión no incluía el texto del Chumash propiamente)
Rashi escribió comentarios sobre todos los libros del Tanakh excepto los libros de las  Crónicas I y II. Los estudiosos creen que el comentario que aparece bajo el nombre de Rashi en esos libros fue compilado por los estudiantes del rabino Saadiah del Rin, quienes incorporaron material de la yeshivá de Rashi. Los estudiantes de Rashi, el rabino Shemaya y el rabino Yosef, editaron el comentario final sobre la Torá; algunas de sus propias notas y adiciones también lograron llegar hasta la versión que tenemos hoy.
Actualmente, decenas de miles de hombres, mujeres y niños estudian el "Chumash con Rashi" a medida que revisan la porción de la Torá que se leerá en la sinagoga el próximo sabbat. Según el halajá, un hombre puede incluso estudiar a Rashi con cada versículo de la Torá en cumplimiento del requisito de revisar el parashá dos veces con el tárgum (refiriéndose normalmente al tárgum de Onquelos) Esta práctica es llamada en hebreo: "Shnayim mikrá ve-ejad Tárgum". Desde su publicación, el comentario de Rashi sobre la Torá es estándar en casi todos los Chumashim producidos dentro de la comunidad judaísmo ortodoxo].
El rabino Mordejai de Nadvorna afirmó que cualquiera que aprenda la Parasha semanal junto con el comentario de Rashi cada semana, tiene garantizado sentarse en el yeshivá (escuela) de Rashi en la otra vida.

### Comentario sobre el Talmud

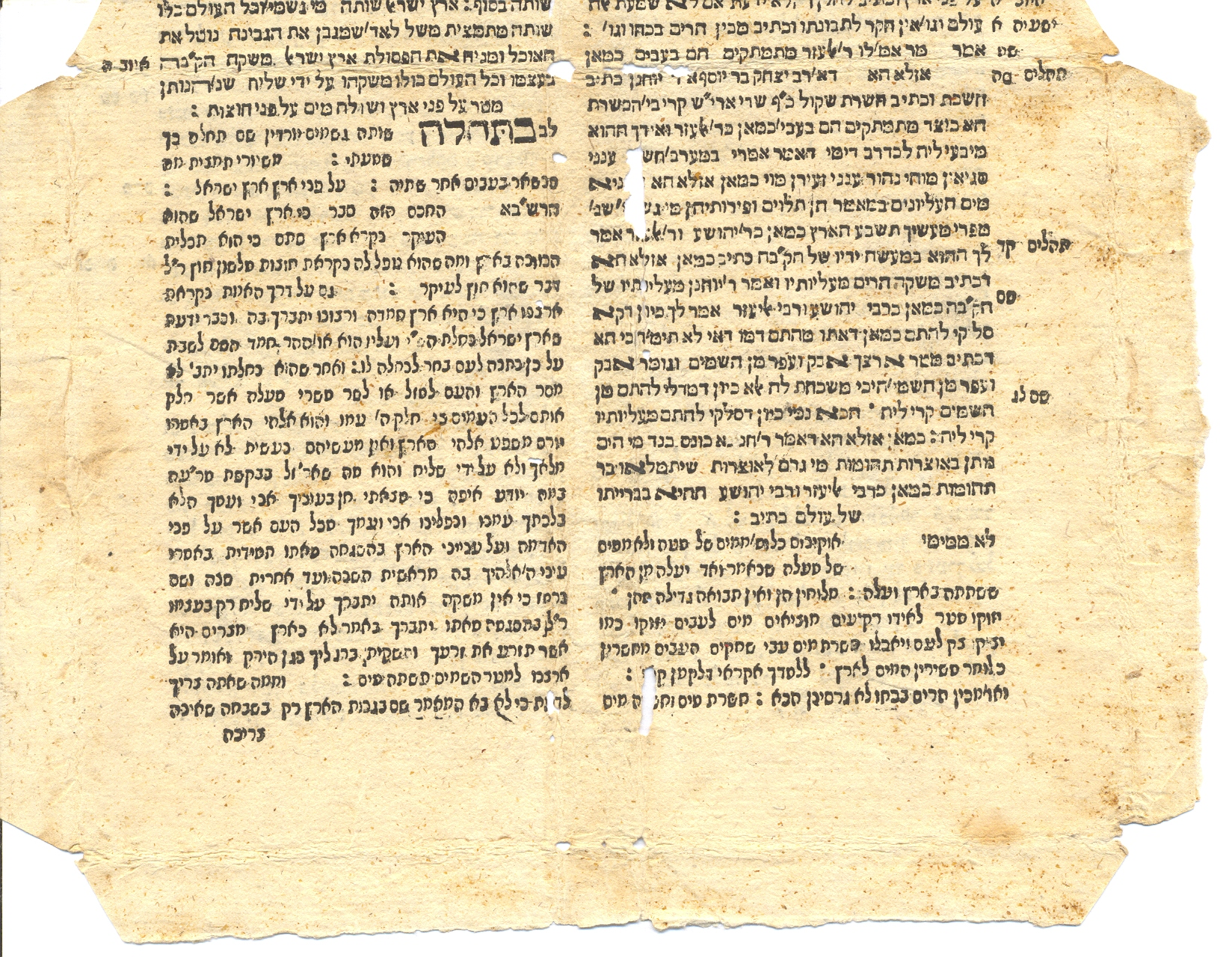
Una impresión antigua del Talmud (Ta'anit 9b); el comentario de Rashi se encuentra en la parte inferior de la columna derecha, continuando unas líneas en la columna izquierda. [Nota: Según R' Zvi Chajes.

Rashi escribió el primer comentarios sobre el Talmud exhaustivo, que abarcaba casi todo el Talmud de Babilonia (un total de 30 de los 39 tractados, debido a su muerte). El comentario, basado en su conocimiento de todo el contenido del Talmud, intenta ofrecer una explicación completa de las palabras y de la estructura lógica de cada pasaje talmúdico. A diferencia de otros comentaristas, Rashi no parafrasea ni excluye ninguna parte del texto, sino que elucida frase por frase. A menudo aporta puntuación en el texto no puntuado, explicando, por ejemplo, "Esto es una pregunta"; "Dice esto sorprendido", "Repite esto asintiendo", etc.
Como en sus comentarios sobre el Tanaj, Rashi ilustra con frecuencia el sentido del texto mediante analogías con las profesiones, oficios y deportes de su época. También traduce palabras difíciles del hebreo o el arameo al francés de su época, lo que permite a los eruditos actuales conocer el vocabulario y la pronunciación del francés antiguo.
El comentario de Rashi sobre el Talmud se difundió rápidamente, llegando a judíos tan lejanos como Yemen a mediados del siglo XII. Se ha incluido en todas las versiones del Talmud desde su primera impresión en el siglo XV. Siempre está situado hacia la mitad de la pantalla del libro abierto; es decir, en el lado de la página más cercano a la encuadernación.
Algunos de los otros comentarios impresos que se atribuyen a Rashi fueron compuestos por otros, principalmente sus alumnos. Akiva Eger afirmó que el comentario sobre Nazir no era en realidad de Rashi, mientras que Zvi Hirsch Chajes afirmó que el comentario sobre Taanit no era de Rashi.
En algunas ediciones del Talmud, el texto indica que Rashi murió antes de terminar el tratado, y que lo completó un estudiante. Este es el caso de Makkot (cuyo final fue compuesto por su yerno, Judah ben Nathan), y de Bava Batra (terminado, en un estilo más detallado, por su nieto el Rashbam). El comentario atribuido a Rashi sobre Horayot fue considerado por algunos que había sido escrito por Judah ben Nathan, pero se descubrieron pruebas que indicaban que el comentario sobre Horayot era de la escuela de Gershom ben Judah. Existe la leyenda de que el comentario sobre Nedarim, que claramente no es suyo, fue compuesto en realidad por sus hijas. Otra leyenda afirma que Rashi murió mientras escribía un comentario sobre el Talmud, y que la última palabra que escribió fue "tahor", que significa puro en hebreo, lo que indica que su alma era pura cuando abandonó su cuerpo.

### Responsa
Se conservan alrededor de 300 responsa y decisiones halájicas de Rashi. Aunque algunos pueden encontrar contradictorio el propósito de Rashi para sus escritos, estos responsa fueron copiados, preservados y publicados por sus estudiantes, nietos y otros futuros eruditos. Siddur Rashi, compilado por un estudiante desconocido, también contiene responsa de Rashi sobre la oración. Muchos otros dictámenes y responsa se registran en Mahzor Vitry. Otras compilaciones incluyen Sefer Hapardes, probablemente editado por Shemaiah de Troyes,. Alumno de Rashi, y Sefer Haorah, preparado por Nathan Hamachiri.
Los escritos de Rashi se sitúan en la categoría de postmalmúdicos, por su explicación y elaboración sobre el Talmud; sin embargo, no sólo escribió sobre el significado de pasajes bíblicos y talmúdicos, sino también sobre textos litúrgicos, reglas de sintaxis y casos relativos a nuevas religiones emergentes. Algunos dicen que su responsa permite a la gente obtener "imágenes claras de su personalidad", y muestra a Rashi como un hombre amable, gentil, humilde y liberal. También ilustran su inteligencia y sentido común.
La responsa de Rashi no sólo abordó algunos de los diferentes casos y cuestiones relativas a la vida judía y la ley, sino que arrojó luz sobre las condiciones históricas y sociales en las que se encontraban los judíos durante la Primera Cruzada. En su responsa trató los siguientes temas y asuntos: enfoque lingüístico de los textos, ley relacionada con la oración, la comida y el Sabbat, vino producido por no judíos, juramentos y excomuniones, ventas, sociedades, préstamos e intereses, fianzas, asuntos comunales y derecho civil. Las responsa de Rashi pueden dividirse en tres géneros: preguntas de sabios y estudiantes contemporáneos sobre la Torá, la ley y otras compilaciones.
Por ejemplo, en sus escritos sobre las relaciones con los cristianos, ofrece una guía sobre cómo comportarse con los mártires y los conversos, así como sobre los "insultos y términos de [deshonra] dirigidos a los judíos". A raíz de las Cruzadas, Rashi escribió sobre los que se vieron obligados a convertirse y sobre los derechos de las mujeres cuando sus maridos fueron asesinados.
Rashi centró la mayoría de sus responsa, si no todas, en un "análisis meticuloso del lenguaje del texto".

## Escritura Rashi

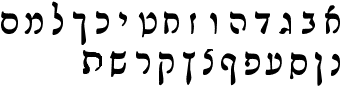
Alfabeto hebreo en escritura Rashi [derecha a izquierda].

El tipo de letra semi cursiva en el que los comentarios de Rashi son impresos tanto en el Talmud como en el Tanaj se le llama a menudo como «Escritura Rashi». Pero Rashi nunca usó esta escritura: el tipo de letra está basado en la escritura manuscrita semi cursiva sefardita del siglo XV.  Los tipógrafos primitivos empezaron a usar este tipo de letra para diferenciar los comentarios de Rashi del cuerpo principal del Mikraot Gedolot y del Talmud, para los que se usó el tipo hebreo cuadrado.